# Andri Yakymchuk
Andri Yakymchuk –en ucraniano, Андрій Якимчук– (12 de agosto de 1986) es un deportista ucraniano que compitió en remo. Ganó una medalla de plata en el Campeonato Europeo de Remo de 2009, en la prueba de ocho con timonel.

## Palmarés internacional
| Campeonato Europeo | Campeonato Europeo  | Campeonato Europeo | Campeonato Europeo |
| Año                | Lugar               | Medalla            | Prueba             |
| ------------------ | ------------------- | ------------------ | ------------------ |
| 2009               | Brest (Bielorrusia) | Medalla de plata   | Ocho con timonel   |